# Muzeum Regionalne w Lubaniu

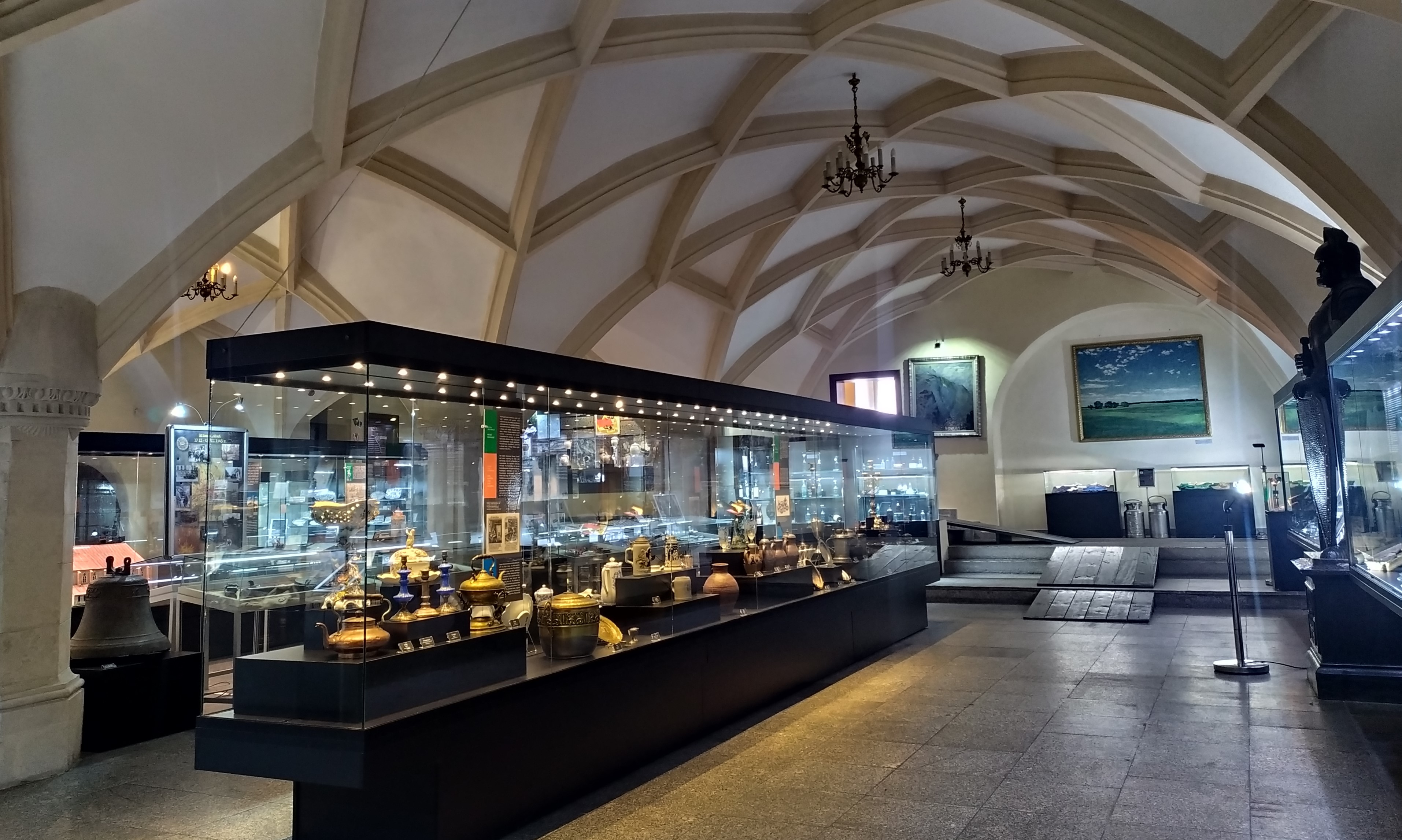
Sala ekspozycyjna muzeum

Muzeum Regionalne w Lubaniu – muzeum założone w 1975 roku w Lubaniu. Placówka jest miejską jednostką organizacyjną, a jego główną siedzibą są pomieszczenia lubańskiego ratusza, wystawy są prezentowane również w budynku przy Baszcie Brackiej, a sama wieża jest również udostępniana do zwiedzenia przez Muzeum.

## Historia
Placówka powstała w 1975 roku jako Muzeum Osadnictwa Wojskowego z inicjatywy władz miasta, Związku Bojowników o Wolność i Demokrację oraz Dolnośląskiego Towarzystwa Społeczno-Kulturalnego we Wrocławiu. Uroczyste otwarcie nastąpiło 12 października. Na początku działalność muzeum była ukierunkowana na dokumentowanie procesu zasiedlania Ziem Odzyskanych. Od 1982 roku rozpoczęto gromadzenie i ekspozycję zbiorów związanych z dziejami Lubania i regionu, natomiast w 1993 roku placówka otrzymała aktualną nazwę. Pierwszym dyrektorem został mgr Ludwik Anioł, którego w 1979 r. zastąpił dr Jan Fabiański. Od 1982 r. funkcję tę pełniła mgr Bożena Adamczyk-Pogorzelec. Od 20 kwietnia 2013 roku dyrektorem jednostki jest dr Łukasz Tekiela.
W 1982 r. muzeum rozpoczęło również szeroką działalność wystawienniczą. W jej wyniku do dnia 31 grudnia 2011 roku zaprezentowano 271 ekspozycji czasowych. Wystawom tym często towarzyszyły lekcje muzealne, projekcje filmów, montaże słowno-muzyczne, odczyty, konkursy, spotkania kombatanckie i wernisaże plastyczne. Organizowano także sesje popularnonaukowe oraz koncerty muzyki poważnej, ludowej i balladowej. Ponadto od lat dziewięćdziesiątych przygotowano liczne programy historyczno-edukacyjne dla telewizji lokalnej i podjęto współpracę z muzeami zagranicznymi.
W latach 1981–1990 przy muzeum działał Klub Plastyka Amatora, który trzykrotnie zdobył pierwsze miejsce w Wojewódzkich Przeglądach Sztuki Nieprofesjonalnej w Jeleniej Górze, a 3 maja 1987 roku uhonorowany został dyplomem Ministra Kultury i Sztuki; w latach 1985–1999 w muzeum odbywały się coroczne prezentacje twórczości nauczycieli województwa jeleniogórskiego.
Aktualnie w muzeum prezentowane są wystawy stałe, poświęcone historii miasta i regionu (Lubań na Via Regia, Lubańska Archeologia), geologii (Minerały i skały zachodniej części Dolnego Śląska) oraz sztuki (malarstwo regionalne). Muzeum od 2013 roku uczestniczy w ogólnopolskiej akcji Noc Muzeów, co roku organizując oprócz nowych wystaw inscenizacje historyczne oraz konkursy z nagrodami. Od 2018 roku Muzeum jest jednym ze współorganizatorów lubańskiego Sudeckiego Festiwalu Minerałów, jednego z największych w Europie imprez związanych z geologią i mineralogią, podczas którego prezentowane są wystawy najlepszych na świecie minerałów. Impreza odbywa się zazwyczaj w pierwszej połowie lipca.

## Dni i godziny otwarcia
Muzeum jest obiektem całorocznym, czynne od wtorku do soboty w godzinach: 10:00–16:00. Ostatnie wejście do muzeum jest możliwe o godz. 15:30. We wtorki wstęp jest bezpłatny. Zwolnieni z opłaty za wstęp są pracownicy muzeów wpisanych do Państwowego Rejestru Muzeów, członkowie Międzynarodowej Rady Muzeów (ICOM) oraz Międzynarodowej Rady Ochrony Zabytków (ICOMOS), osoby fizyczne odznaczone Orderem Orła Białego, Orderem Wojennym Virtuti Militari, Orderem Zasługi Rzeczypospolitej Polskiej, Medalem „Zasłużony Kulturze Gloria Artis”. Grupy zorganizowane mają obowiązek powiadomienia pracowników Muzeum o zamiarze zwiedzania z kilkudniowym wyprzedzeniem. Rezerwacji zwiedzania Muzeum można dokonywać osobiście w biurze Muzeum, telefonicznie lub poprzez e-mail.